# نارسایی دریچه قلب

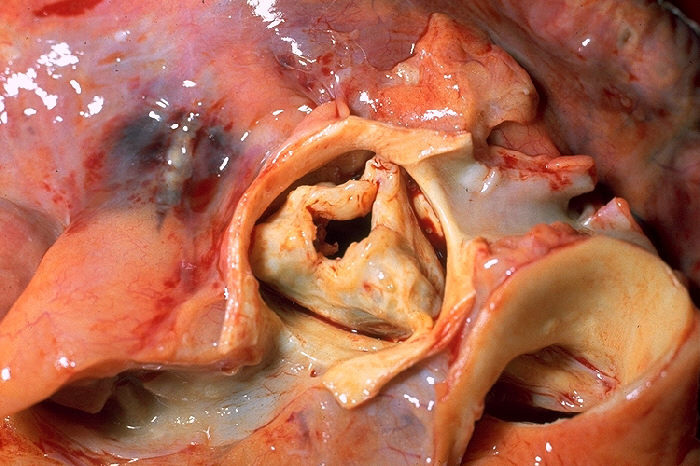
تنگی آئورت - آئورت برداشته شده تا عروق کرونر باز شوند

قلب دارای دو دریچه بین بطن‌ها و دهلیزها است که هنگام انقباض قلب بسته می‌شوند. منظور از نارسایی دریچه بازگشت خون از این دریچه‌ها به دهلیزها هنگام انقباض قلب است.

## دریچه‌های قلب
دریچه میترال (mitral) دریچه‌ای است که بین دهلیز چپ و بطن چپ قلب قرار گرفته است و شامل دو لت (دو تکه) است. به‌طور طبیعی دهانه‌های این دریچه هنگام دیاستول باز است و خون از دهلیز چپ وارد بطن چپ می‌شود. طی انقباض بطن چپ (سیستول) دریچه میترال بسته نگه داشته می‌شود.
دریچه سه لتی دریچه‌ای است که بین دهلیز راست و بطن راست قلب قرار گرفته است. به‌طور طبیعی دهانه‌های این دریچه هنگام دیاستول باز است و خون از دهلیز راست وارد بطن راست می‌شود. طی انقباض بطن راست (سیستول) دریچه سه لتی بسته نگه داشته می‌شود.

## انواع و درمان نارسایی دریچه قلب
بدیهی است ما دو نوع نارسایی دریچه قلب داریم نارسایی دریچه میترال و نارسایی دریچه سه لتی البته ممکن است در بیماریهایی مانند عوارض تب رماتیسمی نارسایی هر دو دریچه را همزمان داشته باشیم. درمان بسته به شرایط بیمار می‌باشد.